# Adoxomyia claripennis
Adoxomyia claripennis är en tvåvingeart som beskrevs av James 1935. Adoxomyia claripennis ingår i släktet Adoxomyia och familjen vapenflugor. Inga underarter finns listade i Catalogue of Life.